# Division d'Honneur 1907-1908
La Division d'Honneur 1907-1908 è stata la 13ª edizione della massima serie del campionato belga di calcio disputata tra il 7 ottobre 1906 e il 24 marzo 1907 e conclusa con la vittoria del Racing Club de Bruxelles, al suo sesto titolo.
Capocannoniere del torneo fu Maurice Vertongen (Racing Club Bruxelles) con 23 reti.

## Formula
Le squadre partecipanti furono dieci e disputarono un turno di andata e ritorno per un totale di 18 partite.
Nessun club venne retrocesso nella serie inferiore.

## Squadre
| Squadra                   | Città        | Stadio | Stagione 1906-1907  |
| ------------------------- | ------------ | ------ | ------------------- |
| FC Liégeois               | Liegi        |        | 9°                  |
| SC Courtraisien           | Courtrai     |        | 8°                  |
| Léopold Club de Bruxelles | Bruxelles    |        | 7°                  |
| Racing Club Bruxelles     | Uccle        |        | 2°                  |
| FC Brugeois               | Bruges       |        | 3°                  |
| Beerschot AC              | Anversa      |        | Division 1          |
| CS Brugeois               | Bruges       |        | 6°                  |
| Anversa                   | Anversa      |        | 5°                  |
| Union Saint-Gilloise      | Saint-Gilles |        | Campione del Belgio |
| Daring Club de Bruxelles  | Bruxelles    |        | 4°                  |

## Classifica finale
|                   | Pos. | Squadra                   | Pt | G  | V  | N | P  | GF | GS | DR  |
| ----------------- | ---- | ------------------------- | -- | -- | -- | - | -- | -- | -- | --- |
| Belgio (bandiera) | 1.   | Racing Club de Bruxelles  | 35 | 18 | 17 | 1 | 0  | 73 | 12 | +61 |
|                   | 2.   | Union Saint-Gilloise      | 30 | 18 | 15 | 0 | 3  | 68 | 17 | +51 |
|                   | 3.   | FC Brugeois               | 26 | 18 | 12 | 2 | 4  | 58 | 26 | +32 |
|                   | 4.   | Beerschot AC              | 19 | 18 | 9  | 1 | 8  | 41 | 45 | -4  |
|                   | 5.   | Daring Club de Bruxelles  | 18 | 18 | 9  | 0 | 9  | 58 | 36 | +22 |
|                   | 6.   | Anversa                   | 18 | 18 | 8  | 2 | 8  | 30 | 42 | -12 |
|                   | 7.   | FC Liégeois               | 9  | 18 | 3  | 3 | 12 | 25 | 57 | -32 |
|                   | 8.   | SC Courtraisien           | 9  | 18 | 3  | 3 | 12 | 29 | 69 | -40 |
|                   | 9.   | Léopold Club de Bruxelles | 8  | 18 | 2  | 4 | 12 | 26 | 70 | -44 |
|                   | 10.  | CS Brugeois               | 6  | 18 | 2  | 2 | 14 | 23 | 57 | -34 |

Legenda:

      Campione del Belgio
      Retrocesso in Promoción
Note:

Due punti a vittoria, uno a pareggio, zero a sconfitta.

### Verdetti
- Racing Club de Bruxelles campione del Belgio 1907-08.